# 門尾勇治
門尾 勇治（かどお ゆうじ、1978年12月6日 - ）は、日本の漫画家。石川県出身。大阪府在住。

## 経歴
18歳で単身大阪に転居し、専門学校に通う。
2002年より南勝久のアシスタントを務めた後、2007年、少年画報社 ヤングキング「欺瞞遊戯」で読み切りデビュー。
2008年、少年画報社 ヤングキング「真犯人!!」で連載デビュー。

## 主な作品
- 真犯人!!（少年画報社 ヤングキング 2008年第9号～2009年第7号連載、全3巻）
- チュー坊日記（監修：南勝久、少年画報社 携帯電話向け雑誌 ヤングキングα 2010年～2012年連載）
- なにわ悪ガキ隊（監修：南勝久、少年画報社 全1巻）
- チュー坊ですよ！～大阪やんちゃメモリー～（原案・監修：南勝久、秋田書店 月刊少年チャンピオン連載中 既刊4巻）

## 師匠
南勝久
弟子のデビューを喜び「真犯人!!」前半ではアシスタントとして少し参加している。